# Леринска болница
Обща леринска болница „Елени Т. Димитриу“, (на гръцки: Γενικό Νοσοκομείο Φλωρίνης Ελένη Θ. Δημητρίου) е държавна болница в македонския град Лерин, Гърция.

## Местоположение
Болницата е разположена в североизточния край на града.

## История
Изграждането на болницата започва през 1934 година с дарение от 3000 златни лири от Елени Т. Димитриу върху парцел от 13 064,50 m2. В 1938 година завършва строителството на двуетажната сграда с площ 2776,40 m2, използвана за основната дейност на болницата, и двуетажна сграда с площ 435 m2 за жилищни нужди на персонала, в което днес е отделението по нефрология. От 1986 година с последователни постройки до 2000 година са добавени още около 5500 m2 и са извършени модификации и ремонти. В 1998 година в полза на болницата е отчужден парцел от 1910 m2. Така сегашното състояние на болницата като площ е общо 14 975 m2, а сградите ѝ са са с обща площ 8500 m2.
От 1938 година болницата работи като общинска. От 1 октомври 1957 година е прехвърлена на държавата и функционира като публичноправно лице под надзора на Министерството на здравеопазването и социалните грижи. От 2002 година функционира като децентрализирано звено на Гръцката национална агенция за управление на извънредни ситуации със 120 легла.